# Arrondissement Loches
Das Arrondissement Loches ist eine Verwaltungseinheit des Départements Indre-et-Loire in der französischen Region Centre-Val de Loire. Unterpräfektur ist Loches.
Im Arrondissement gibt es fünf Wahlkreise (Kantone) und 112 Gemeinden.

## Kantone
- Kanton Amboise
- Kanton Bléré (mit 16 von 17 Gemeinden)
- Kanton Château-Renault (mit 16 von 35 Gemeinden)
- Kanton Descartes
- Kanton Loches

## Gemeinden
Die Gemeinden des Arrondissements Loches sind:
| 1. Abilly (37001)                 | 2. Amboise (37003)                   | 3. Athée-sur-Cher (37008)                    | 4. Autrèche (37009)                   |
| 5. Auzouer-en-Touraine (37010)    | 6. Azay-sur-Indre (37016)            | 7. Barrou (37019)                            | 8. Beaulieu-lès-Loches (37020)        |
| 9. Beaumont-Village (37023)       | 10. Betz-le-Château (37026)          | 11. Bléré (37027)                            | 12. Bossay-sur-Claise (37028)         |
| 13. Bossée (37029)                | 14. Bournan (37032)                  | 15. Boussay (37033)                          | 16. Bridoré (37039)                   |
| 17. Cangey (37043)                | 18. Céré-la-Ronde (37046)            | 19. Chambon (37048)                          | 20. Chambourg-sur-Indre (37049)       |
| 21. Chanceaux-près-Loches (37053) | 22. Chargé (37060)                   | 23. Charnizay (37061)                        | 24. Château-Renault (37063)           |
| 25. Chaumussay (37064)            | 26. Chédigny (37066)                 | 27. Chemillé-sur-Indrois (37069)             | 28. Chenonceaux (37070)               |
| 29. Chisseaux (37073)             | 30. Cigogné (37075)                  | 31. Ciran (37078)                            | 32. Civray-de-Touraine (37079)        |
| 33. Civray-sur-Esves (37080)      | 34. Cormery (37083)                  | 35. Courçay (37085)                          | 36. Crotelles (37092)                 |
| 37. Cussay (37094)                | 38. Dame-Marie-les-Bois (37095)      | 39. Descartes (37115)                        | 40. Dierre (37096)                    |
| 41. Dolus-le-Sec (37097)          | 42. Draché (37098)                   | 43. Épeigné-les-Bois (37100)                 | 44. Esves-le-Moutier (37103)          |
| 45. Ferrière-Larçon (37107)       | 46. Ferrière-sur-Beaulieu (37108)    | 47. Francueil (37110)                        | 48. Genillé (37111)                   |
| 49. La Celle-Guenand (37044)      | 50. La Celle-Saint-Avant (37045)     | 51. La Chapelle-Blanche-Saint-Martin (37057) | 52. La Croix-en-Touraine (37091)      |
| 53. La Ferrière (37106)           | 54. La Guerche (37114)               | 55. Le Boulay (37030)                        | 56. Le Grand-Pressigny (37113)        |
| 57. Le Liège (37127)              | 58. Le Louroux (37136)               | 59. Le Petit-Pressigny (37184)               | 60. Les Hermites (37116)              |
| 61. Ligueil (37130)               | 62. Limeray (37131)                  | 63. Loches (37132)                           | 64. Loché-sur-Indrois (37133)         |
| 65. Louans (37134)                | 66. Lussault-sur-Loire (37138)       | 67. Luzillé (37141)                          | 68. Manthelan (37143)                 |
| 69. Marcé-sur-Esves (37145)       | 70. Monthodon (37155)                | 71. Montrésor (37157)                        | 72. Montreuil-en-Touraine (37158)     |
| 73. Morand (37160)                | 74. Mosnes (37161)                   | 75. Mouzay (37162)                           | 76. Nazelles-Négron (37163)           |
| 77. Neuillé-le-Lierre (37166)     | 78. Neuilly-le-Brignon (37168)       | 79. Neuville-sur-Brenne (37169)              | 80. Noizay (37171)                    |
| 81. Nouans-les-Fontaines (37173)  | 82. Nouzilly (37175)                 | 83. Orbigny (37177)                          | 84. Paulmy (37181)                    |
| 85. Perrusson (37183)             | 86. Pocé-sur-Cisse (37185)           | 87. Preuilly-sur-Claise (37189)              | 88. Reignac-sur-Indre (37192)         |
| 89. Saint-Flovier (37218)         | 90. Saint-Hippolyte (37221)          | 91. Saint-Jean-Saint-Germain (37222)         | 92. Saint-Laurent-en-Gâtines (37224)  |
| 93. Saint-Martin-le-Beau (37225)  | 94. Saint-Nicolas-des-Motets (37229) | 95. Saint-Ouen-les-Vignes (37230)            | 96. Saint-Quentin-sur-Indrois (37234) |
| 97. Saint-Règle (37236)           | 98. Saint-Senoch (37238)             | 99. Saunay (37240)                           | 100. Sennevières (37246)              |
| 101. Sepmes (37247)               | 102. Souvigny-de-Touraine (37252)    | 103. Sublaines (37253)                       | 104. Tauxigny-Saint-Bauld (37254)     |
| 105. Tournon-Saint-Pierre (37259) | 106. Varennes (37265)                | 107. Verneuil-sur-Indre (37269)              | 108. Villedômain (37275)              |
| 109. Villedômer (37276)           | 110. Villeloin-Coulangé (37277)      | 111. Vou (37280)                             | 112. Yzeures-sur-Creuse (37282)       |

## Ehemalige Gemeinden
bis 2018: Saint-Bauld, Tauxigny

## Neuordnung der Arrondissements 2017

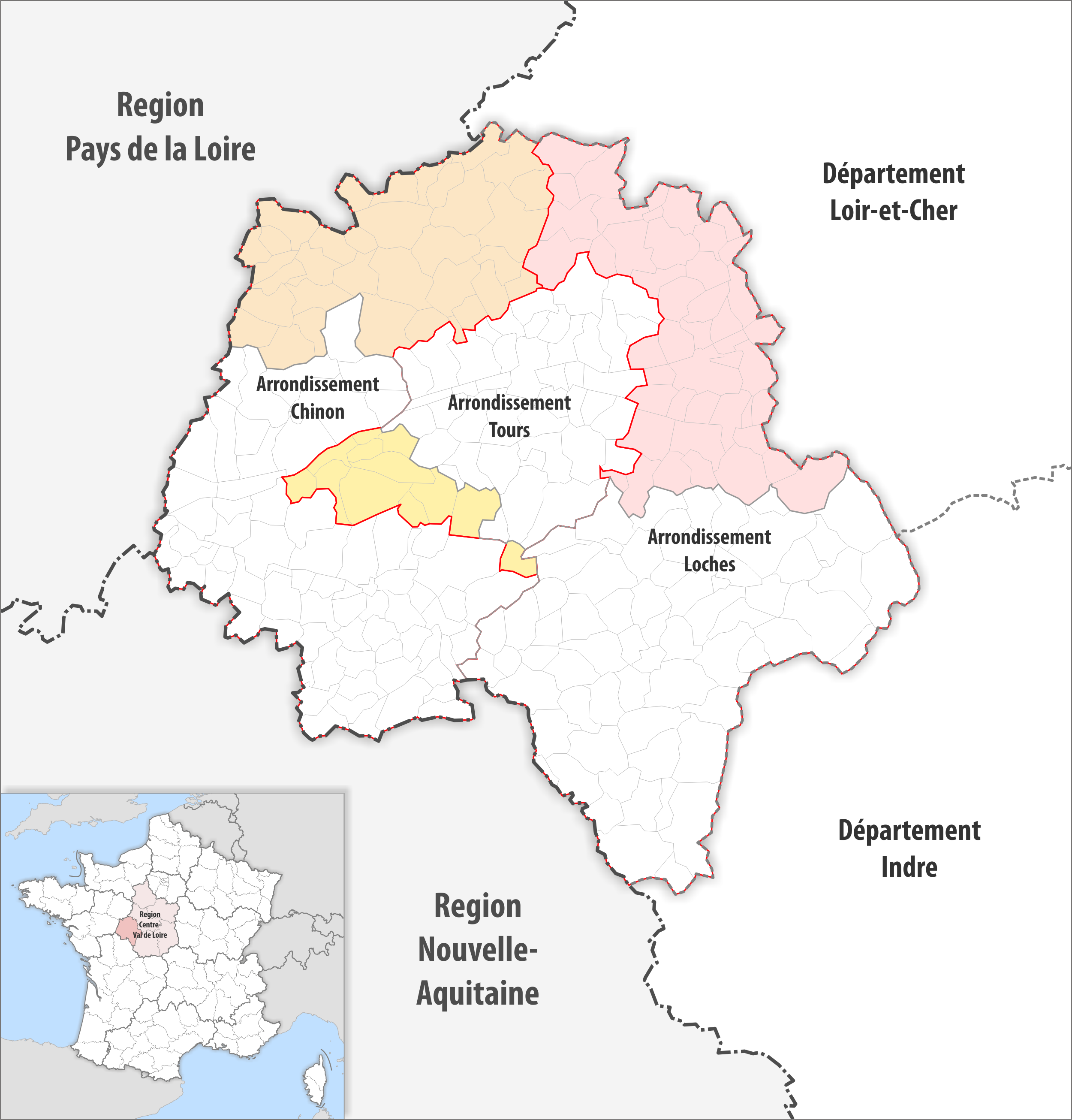
Arrondissementsanpassungen im Jahr 2017

Durch die Neuordnung der Arrondissements im Jahr 2017 wurden die 46 Gemeinden Amboise, Athée-sur-Cher, Autrèche, Auzouer-en-Touraine, Bléré, Cangey, Céré-la-Ronde, Chargé, Château-Renault, Chenonceaux, Chisseaux, Cigogné, Civray-de-Touraine, Cormery, Courçay, Crotelles, Dame-Marie-les-Bois, Dierre, Épeigné-les-Bois, Francueil, La Croix-en-Touraine, La Ferrière, Le Boulay, Les Hermites, Limeray, Lussault-sur-Loire, Luzillé, Monthodon, Montreuil-en-Touraine, Morand, Mosnes, Nazelles-Négron, Neuillé-le-Lierre, Neuville-sur-Brenne, Noizay, Nouzilly, Pocé-sur-Cisse, Saint-Laurent-en-Gâtines, Saint-Martin-le-Beau, Saint-Nicolas-des-Motets, Saint-Ouen-les-Vignes, Saint-Règle, Saunay, Souvigny-de-Touraine, Sublaines und Villedômer aus dem Arrondissement Tours dem Arrondissement Loches zugewiesen.